# 姜瓚
姜瓒（1460年—？），字宗器，浙江衢州府江山縣人，民籍，明朝政治人物。

## 生平
成化十六年（1480年）庚子科浙江鄉試第二十七名舉人。弘治十二年（1499年）中式己未科會試第一百六十六名，二甲第四十二名進士。官滄州知州。

## 家族
曾祖姜用修；祖姜信敷；父姜伦，运司副使，母王氏。永感下。